# Solly Fürstenberg
Solly Fürstenberg, eigentlich Siegfried Fürstenberg (* 1810 in Berlin; † 1887 in Saarbrücken), war ein deutscher Porträt- und Genremaler der Düsseldorfer Schule sowie Zeichenlehrer in Trier und Saarbrücken.

## Leben
Fürstenberg erhielt von 1829 bis 1832 eine künstlerische Ausbildung durch Karl Wilhelm Wach in Berlin. 1832 nahm er ein Malereistudium an der Kunstakademie Düsseldorf auf, wo bis etwa 1837 Karl Ferdinand Sohn sein Lehrer war. Ab 1835 stellte er dort aus. Bis 1846 blieb Fürstenberg in Düsseldorf, dann wurde er Zeichenlehrer an der Bürger- und Provinzialgewerbeschule in Trier. 1856 wechselte er als Zeichenlehrer an die Provinzialgewerbeschule in Saarbrücken. Als Lehrer verfasste er Bücher über das Zeichnen und das Erlernen der römischen Schrift.

## Schriften
- Anleitung zum Unterricht im Freihandzeichnen mit Rücksicht auf die Unterrichtsmethode der Brüder Ferdinand und Alexandre Dupuis. Braunschweig 1854 (Google Books, Digitalisat).
- Systematische Anleitung zum Erlernen der römischen Schrift. Trier 1860.